# Карлос Хірон
Карлос Хірон (3 листопада 1954 — 13 січня 2020) — мексиканський стрибун у воду.
Призер Олімпійських Ігор 1980 року, учасник 1972, 1976, 1984 років.
Переможець Панамериканських ігор 1975 року, призер 1979 року.